# Deutsche Botschaft Helsinki
Die Deutsche Botschaft Helsinki ist die diplomatische Vertretung der Bundesrepublik Deutschland in der Republik Finnland.

## Lage und Gebäude

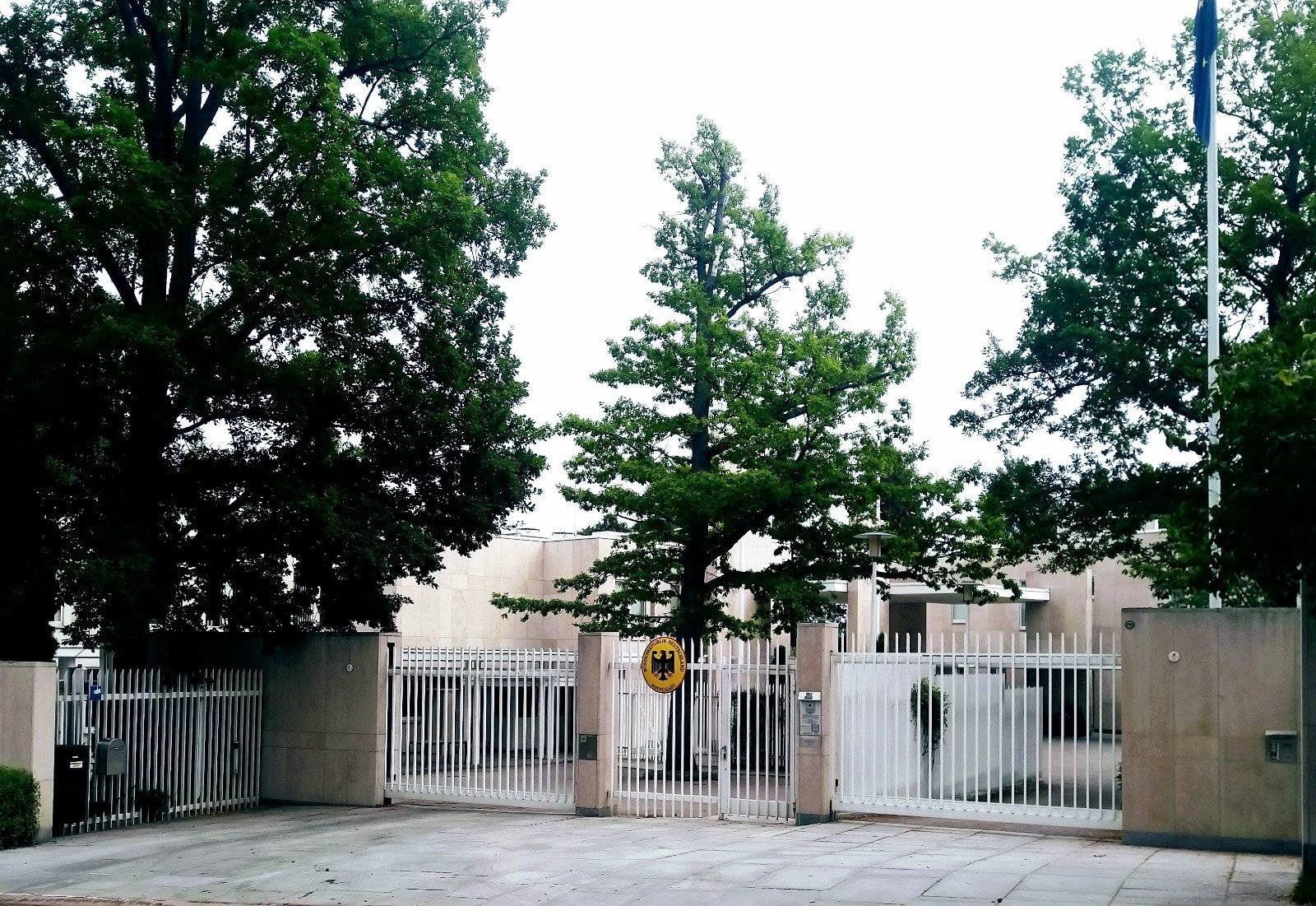
Deutsche Botschaft Helsinki

Die Liegenschaft der Botschaft mit Kanzlei und Residenz des Botschafters befindet sich wie die Vertretungen einiger anderer Staaten auf der Insel Kuusisaari / Granö im Westen der finnischen Hauptstadt Helsinki. Die Straßenadresse lautet: Krogiuksentie / Krogiusvägen 4b, 00340 Helsinki / Helsingfors.
Das gut 8 Kilometer östlich gelegene Außenministerium ist in der Regel in einer halben Stunde erreichbar. Zum 20 Kilometer nördlich befindlichen Flughafen Helsinki-Vantaa ist mit einer Fahrtzeit von einer halben Stunde zu rechnen. Die Fähranleger mit Verbindungen nach Tallinn (Estland) und Sankt Petersburg (Russland) sind im Hafen von Helsinki zu erreichen.
Die Gebäude der Botschaft Helsinki wurden im Jahr 1993 fertiggestellt. Das Gebäudeensemble zählt zu den ansehnlichsten Auslandsvertretungen Deutschlands. Dabei spielt die herausragende Lage auf der etwa 11 Kilometer vom Stadtzentrum entfernten Insel Kuusisaari eine Rolle. Der finnische Architekt Juha Leiviskä hat Baulichkeiten entworfen, die aus zwei rechtwinkligen Flügeln zweigeschossiger Trakte bestehen. Im Außenbereich findet sich ein Ziergarten, ein alter Nutzgarten und ein Hof mit einer Stelengruppe.
Als Kunst am Bau wurden von der Bundesbauverwaltung folgende Objekte eingebracht:
- Frank M. Zeidler: »Doppelhorizontal‐lichte Sechs, Helsinki–Berlin 1992«, Bildtafeln

Es handelt sich dabei um Tafelbilder, die sich im Flur und im Treppenhaus der Kanzlei, in Arbeitszimmern und Besprechungsräumen sowie im Wartebereich befinden.
- Edgar Gutbub: »Dialog zwischen quadratischem und dreieckigem Stein«, Skulptur
- Leo Kornbrust: »Innere Linie«, Skulptur[3]

## Auftrag und Organisation

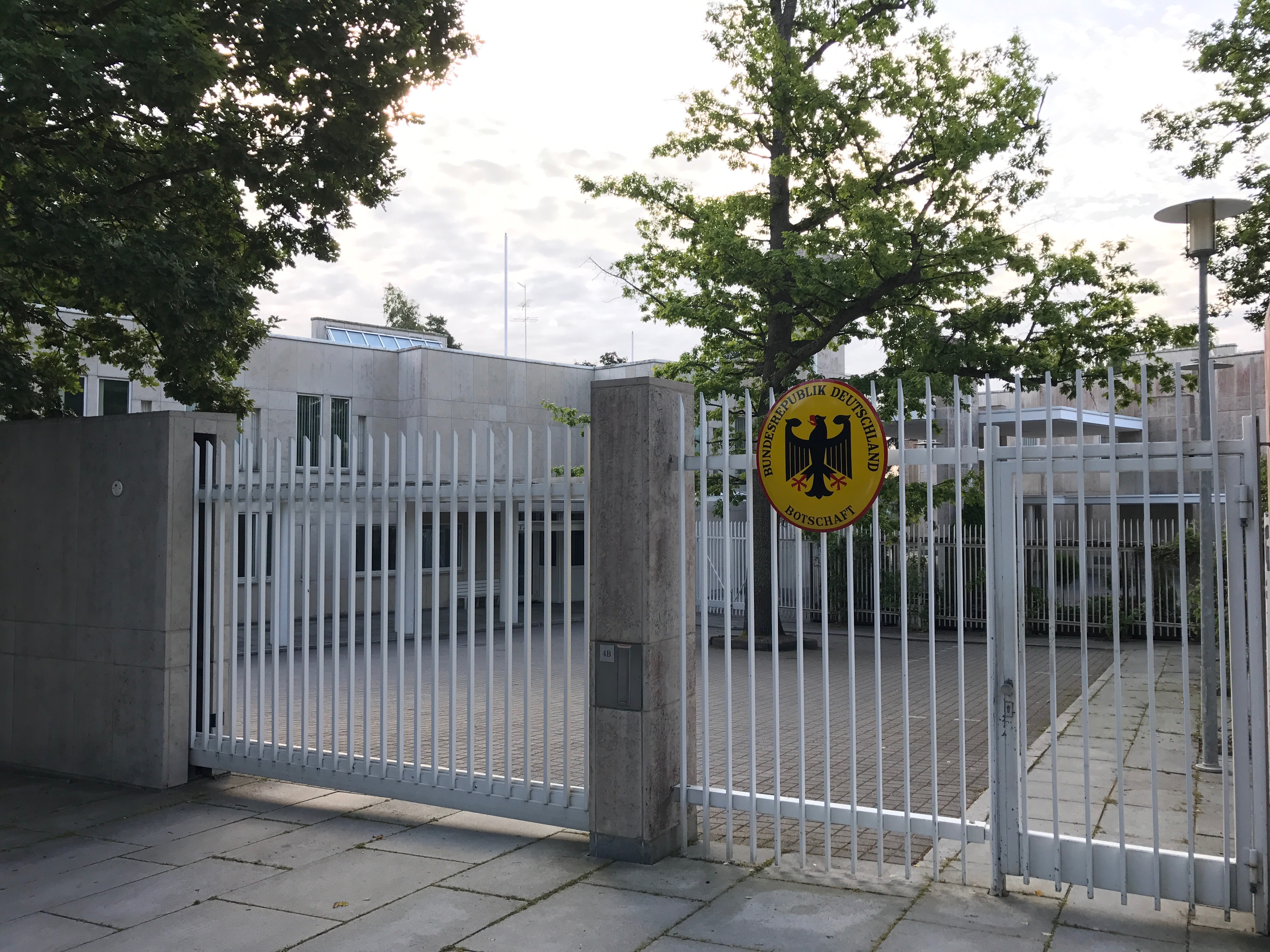
Eingangsbereich

Die Deutsche Botschaft Helsinki hat den Auftrag, die deutsch-finnischen Beziehungen zu pflegen, die deutschen Interessen gegenüber der Regierung von Finnland zu vertreten und die Bundesregierung über Entwicklungen in Finnland zu unterrichten.
In der Botschaft werden die Sachgebiete Politik, Wirtschaft, Kultur, Presse sowie Arbeit und Soziales bearbeitet. Es besteht ein Militärattachéstab.
Das Referat für Rechts- und Konsularaufgaben der Botschaft bietet deutschen Staatsangehörigen alle konsularischen Dienstleistungen und Hilfe in Notfällen an. Es besteht ein telefonischer Rufbereitschaftsdienst jeweils bis Mitternacht. Der konsularische Amtsbezirk der Botschaft umfasst ganz Finnland. Die Visastelle erteilt Einreiseerlaubnisse für in Finnland ansässige Staatsangehörige dritter Länder.
In der Regel ist es für Rechtsreferendare möglich, ihre Verwaltungs- oder Wahlstation sowie für Studenten, ein Praktikum an der Botschaft abzuleisten.
Honorarkonsuln der Bundesrepublik Deutschland sind in Joensuu, Jyväskylä, Lappeenranta, Mariehamn, Oulu, Rovaniemi, Tampere, Turku und Vaasa bestellt und ansässig.

## Geschichte
Das Deutsche Reich hatte von 1918 bis 1944 eine Gesandtschaft in Helsinki betrieben. Die Bundesrepublik Deutschland eröffnete am 22. März 1953 eine Handelsvertretung in Helsinki, die am 7. Januar 1973 in eine Botschaft umgewandelt wurde.
Die DDR war von 1953 an mit einer Handelsvertretung vor Ort. Nach Aufnahme diplomatischer Beziehungen am 7. Januar 1973 eröffnete die DDR eine Botschaft, die mit dem Beitritt der DDR zur Bundesrepublik Deutschland geschlossen wurde.